# Ружани (Вармінсько-Мазурське воєводство)
Ружани (пол. Różany, нім. Alt Rosengart) — село в Польщі, у гміні Ґроново-Ельблонзьке Ельблонзького повіту Вармінсько-Мазурського воєводства. Населення — 120 осіб (2011).
У 1975—1998 роках село належало до Ельблонзького воєводства.

## Демографія
Демографічна структура станом на 31 березня 2011 року:
|          | Загалом | Допрацездатний вік | Працездатний вік | Постпрацездатний вік |
| -------- | ------- | ------------------ | ---------------- | -------------------- |
| Чоловіки | 59      | 16                 | 38               | 5                    |
| Жінки    | 61      | 13                 | 40               | 8                    |
| Разом    | 120     | 29                 | 78               | 13                   |